# Clocks
Clocks (englisch für „Uhren“) ist ein Lied der britischen Rockband Coldplay. Es ist auf ihrem zweiten Studioalbum A Rush of Blood to the Head aus dem Jahr 2002 enthalten und wurde als dritte Single aus dem Album veröffentlicht.

## Entstehung
Das Lied Clocks wurde zu einem späten Zeitpunkt der Produktion des Albums A Rush of Blood to the Head geschrieben. Laut Sänger Chris Martin diente die Band Muse als Inspiration für den Song. Als dieses Lied entstand, hatte die Gruppe bereits zehn Lieder für das kommende Album fertig. Da die Band ursprünglich nicht mehr damit rechnete, das Stück noch auf diesem Album veröffentlichen zu können, wurde Clocks unter der Bezeichnung Songs for #3 als Demo aufgenommen, um es für das spätere dritte Album verwenden zu können.
Als jedoch im Juni 2002 das Album der Plattenfirma vorgestellt wurde, zeigte sich Martin etwas unzufrieden mit dem angefertigten Songmaterial, er bezeichnete es als „Müll“. So wurde die Veröffentlichung der Platte verschoben, einige Lieder überarbeitet und noch nicht einmal ein Vierteljahr vor der Veröffentlichung arbeitete die Band zusätzlich an dem angefertigten Demo. Phil Harvey, ein Freund des Sängers und der Manager der Gruppe, drängte darauf, an dem späteren Clocks zu arbeiten, damit es noch auf dem zweiten Album Coldplays veröffentlicht werden könne, da dieser bereits ein großes Potenzial an dem Lied sah.

## Veröffentlichung

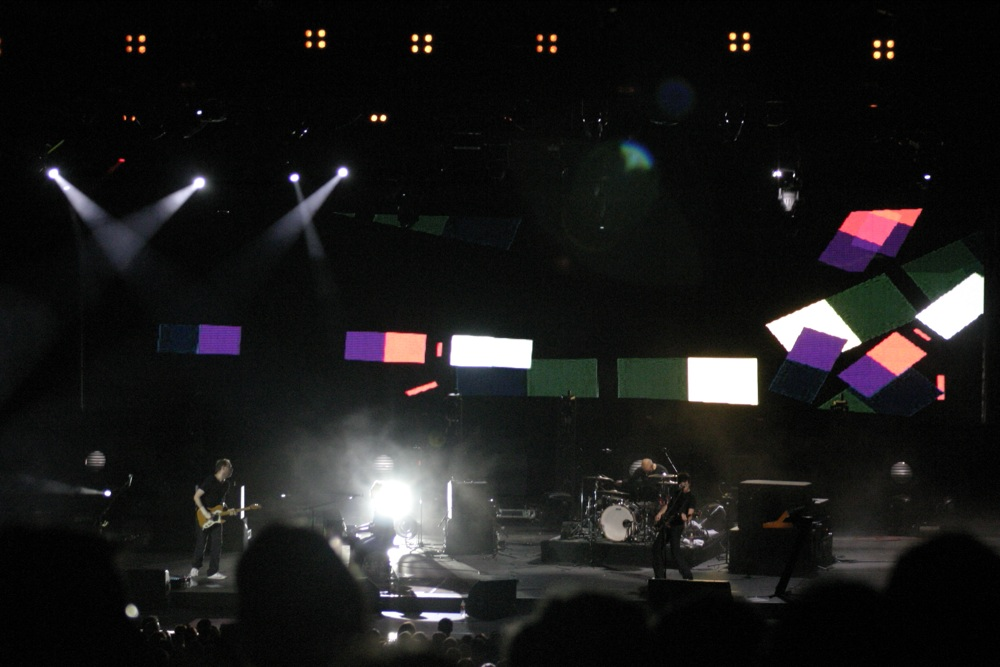
Coldplay spielen Clocks während eines Konzertes der Twisted-Logic-Tour (2005)

Die Erstveröffentlichung von Clocks erfolgte als Teil von Coldplays zweitem Studioalbum A Rush of Blood to the Head am 12. August 2002 bei Parlophone (Katalognummer: TOCP-66020). Am 21. Februar 2003 erschien das Lied als dritte Singleauskopplung aus dem Album. Diese erschien ursprünglich als 2-Track-CD-Single mit der B-Seite Crests of Waves (Katalognummer: 5520362). Im laufenden Kalenderjahr erschienen weltweit diverse weitere Singleausführungen, die sich durch die Anzahl und Auswahl der B-Seiten unterscheiden.

## Inhalt
Das Lied gilt als Wendepunkt in Bezug auf den Stil der Band. Bis dahin war Coldplay eher für reduzierte und langsamere Musik bekannt, bei Clocks wurde zum ersten Mal mit der Kombination aus Tempo und Synthesizer gearbeitet, welche das darauffolgende Album X&Y zu einem großen Teil prägt.
Charakteristisch für Clocks ist der 4/4-Takt mit einem Riff im 3/3/2-Schema, welches vom Schlagzeug (snare bass bass, snare bass bass, snare bass) und vom Piano den ganzen Song hindurch eingehalten wird. Dieses Riff wird von Coldplay teilweise auch in den Songs Politik, Square One, A Message und Speed of Sound verwendet, weshalb letzterer Titel von vielen als Clocks ähnlich empfunden wird.

## Preise
Coldplay, Produzent Ken Nelson und Tontechniker Mark Phythian erhielten 2004 einen Grammy für Clocks als „Single des Jahres“.

## Kommerzieller Erfolg

### Chartplatzierungen
| ChartsChartplatzierungen       | Höchstplatzierung | Wochen |
| ------------------------------ | ----------------- | ------ |
| Deutschland (GfK)              | 50 (9 Wo.)        | 9      |
| Österreich (Ö3)                | 45a (2 Wo.)       | 2      |
| Schweiz (IFPI)                 | 71 (12 Wo.)       | 12     |
| Vereinigte Staaten (Billboard) | 29 (22 Wo.)       | 22     |
| Vereinigtes Königreich (OCC)   | 9 (9 Wo.)         | 9      |

a Der Charteintritt in Österreich erfolgte erst 2024

### Auszeichnungen für Musikverkäufe
| Land/Region                  | Auszeichnungen für Musikverkäufe (Land/Region, Auszeichnung, Verkäufe) | Verkäufe  |
| ---------------------------- | ---------------------------------------------------------------------- | --------- |
| Australien (ARIA)            | 4× Platin                                                              | 280.000   |
| Dänemark (IFPI)              | Platin                                                                 | 90.000    |
| Italien (FIMI)               | Platin                                                                 | 50.000    |
| Neuseeland (RMNZ)            | 2× Platin                                                              | 60.000    |
| Portugal (AFP)               | Platin                                                                 | 10.000    |
| Spanien (Promusicae)         | Platin                                                                 | 60.000    |
| Vereinigte Staaten (RIAA)    | 2× Platin                                                              | 2.000.000 |
| Vereinigtes Königreich (BPI) | 2× Platin                                                              | 1.200.000 |
| Insgesamt                    | 14× Platin ·                                                           | 3.750.000 |

Hauptartikel: Coldplay/Auszeichnungen für Musikverkäufe

## Coverversionen
Schon 2003 wurde vom niederländischen DJ Ron van den Beuken unter dem Pseudonym Clokx eine Trance-Version des Titels produziert.
Weitere Coverversionen wurden im Jahr 2004 von der US-amerikanischen Sängerin Brandy sowie von Gregorian eingespielt.
2006 wurde der Song von kubanischen Musikern (zum Teil von Mitgliedern des Buena Vista Social Club) gecovert und ist auf dem Album Rhythms del Mundo enthalten. Der Gesang wurde von Coldplay (Chris Martin) übernommen. Die, vor allem lateinamerikanischen, Instrumente wurden neu eingespielt.
Das Album Bagrock to the Masses der Red Hot Chilli Pipers aus 2007 enthält eine Dudelsackversion des Songs.
Ein weiteres Cover erschien von String Quartet Tribute. Ebenso veröffentlichten 2Cellos eine Coverversion auf ihrem im Jahr 2013 erschienenen Album In2ition (zusammen mit Lang Lang).
Die deutsche Harfenistin Ulla van Daelen schließlich coverte Clocks 2015 als Harfen-Solo für ihr Album Harp goes Pop.